# Ботиая
Ботиая (на гръцки: Βοττιαία) е област в Долна Македония, Древна Македония през Античността. Първоначално е населявана от ботиайците, които са изтласкани от македонците в Ботике. В римско време името е заместено от това на областта Ематия.
Ботиая съставлява североизточната част на Иматия, т.е. района между реките Лудиас (Колудей) и Аксиос (Вардар) или западната част на съвременното Ениджевардарско. Исторически градове в областта Ботиая са Еге (Вергина), първата столица на Македонското царство, Алорос, Пела, втората столица на Македонското царство, Едеса, Миеза, Аталанта, Гортиния, Кирос, Скидра, Ихне и Вероя.